# پارک تاریخی فانوم رونگ
پارک تاریخی فانوم رونگ (انگلیسی: Phanom Rung Historical Park) یک محوطه باستانی در تایلند است که شامل ویرانه‌های پراسات فانوم رونگ (تای: ปราสาทพนมรุ้ง, تلفظ‌شده به صورت [prā:.sà:t pʰā.nōm.rúŋ]) می‌شود. این مجموعه معبدی هندو متعلق به امپراتوری خمر است که بر لبه یک آتشفشان خاموش در ارتفاع ۴۰۲ متر (۱٬۳۱۹ فوت) قرار دارد. این مجموعه در استان بوریرام در منطقه ایسان (تایلند) از تایلند واقع شده و در دورانی ساخته شده که تأثیرات اجتماعی-سیاسی خمرها در استان سیساکت بسیار چشمگیر بود. این معبد از ماسه‌سنگ و لاتریت بین قرون دهم تا سیزدهم میلادی ساخته شده است. فانوم رونگ به عنوان یک پرستشگاه هندو اختصاص داده شده به شیوا، نمادی از کوه کایلاش، اقامتگاه آسمانی او است.
مجموعه فانوم رونگ در چندین مرحله ساخته شد که تاریخ‌گذاری آن بر اساس نمادشناسی هنر و سبک‌های معماری آن همراه با کتیبه‌های موجود انجام شده است. این مجموعه شامل دو بنای آجری مقدس مربوط به قرن دهم میلادی، پرستشگاه کوچک قرن یازدهم، پرستشگاه مرکزی ساخته‌شده توسط شاه سوریه‌ورمان دوم در قرن دوازدهم و دو کتابخانه (بَنالای) از قرن سیزدهم است. همچنین، در دوران حکومت شاه جیه‌ورمان هفتم در قرن سیزدهم، ساختمان‌های مقدس دیگری از جمله غرفه تعویض لباس سلطنتی، کودی ریشی‌های نونگ بوآ رای، مرکز پزشکی یا بیمارستان (آروکایاسالا) و پراسات بان بو ساخته شدند. همچنین، یک مهمانسرا با آتش (دهرماسالا) برای پناه گرفتن مسافران در دشت پای کوه فانوم رونگ، در امتداد جاده‌ای که آنگکور را به فیمای متصل می‌کرد، احداث شد. این شواهد نشان‌دهنده یک مرکز مهم نایب‌السلطنه‌ای در اطراف این کوه از قرن دهم تا سیزدهم میلادی است.
اداره هنرهای زیبای تایلند طی ۱۷ سال، از ۱۹۷۱ تا ۱۹۸۸، این مجموعه را مرمت و به حالت اولیه بازگرداند. در ۲۱ مه ۱۹۸۸، این پارک به‌طور رسمی توسط شاهدخت ماها چاکری سیریندهورن افتتاح شد. در سال ۲۰۰۵، این پرستشگاه برای بررسی به یونسکو جهت ثبت در فهرست میراث جهانی پیشنهاد شد.

## موقعیت
فانوم رونگ یک آتشفشان خاموش با ارتفاع ۳۸۶ متر (۱٬۲۶۶ فوت) در زیرمجموعه ناحیه تا پک، ناحیه چالوم فرا کیات، بوریرام است. نام آن از خمر: ភ្នំរុង گرفته شده که به معنی «کوه بزرگ» است.

## معماری
پس از پلکان سه‌سطحی پایینی، نخستین سکو صلیبی‌شکل قرار دارد که اولین نمای معبد اصلی را به نمایش می‌گذارد. در سمت راست، به سمت شمال، پاویون «فلب فلا» یا «خانه فیل سفید» قرار دارد. این پاویون احتمالاً مکانی بوده که شاهان و خانواده سلطنتی پوشاک خود را پیش از آیینها تعویض می‌کردند. سپس، آن‌ها وارد مسیر دسته‌روی می‌شدند که یکی از چشمگیرترین بخش‌های این پارک است. این مسیر ۱۶۰ متر طول دارد و با هفتاد ستون ماسه‌سنگی که سرهایشان به شکل جوانه‌های لاله مردابی است، احاطه شده است. مسیر سنگ‌فرش‌شده با بلوک‌های لاتریتی ساخته شده است.
این مسیر به اولین پل ناگا از سه پل مجموعه منتهی می‌شود. مارهای پنج‌سر در چهار جهت قرار گرفته‌اند و متعلق به قرن دوازدهم میلادی هستند. این پل، ارتباط میان زمین و آسمان را نشان می‌دهد. پل ناگا به پلکان بالایی منتهی می‌شود که به پنج بخش تقسیم شده است. هر بخش دارای تراسهایی در دو طرف خود است. آخرین تراس پهن بوده و از بلوک‌های لاتریتی ساخته شده است. این تراس دارای سکو صلیبی‌شکل و چهار حوض کوچک است. چند پله دیگر، پل ناگا دوم را به نمایش می‌گذارد که مشابه پل اول اما کوچک‌تر است. در مرکز آن، بقایای حجاری یک نیلوفر هشت‌پر دیده می‌شود.
این تراس نهایی به رواق بیرونی منتهی می‌شود. احتمال دارد که این رواق در گذشته یک سازه چوبی با سقف کاشی‌کاری‌شده بوده باشد، اما اکنون تنها کف مرتفعی از جنس لاتریت از آن باقی مانده است. پس از رواق بیرونی، به رواق درونی می‌رسیم که شامل اتاق‌هایی باریک و طولانی است. این رواق به عنوان دیواری پیرامون برج اصلی عمل می‌کرده است. این رواق در نهایت به سومین و آخرین پل ناگا منتهی می‌شود که نسخه‌ای کوچک از پل اول است.
این پل مستقیماً به بست اصلی منتهی می‌شود. پس از عبور از هشتی و بنای الحاقی، برج اصلی نمایان می‌شود. ایوان‌های دوتایی از تمامی جهات به بیرون گشوده می‌شوند. در محراب درونی، قبلاً «لینگام»، نماد الهی شیوا، قرار داشت. در حال حاضر، تنها «سوماسوترا» باقی مانده است که برای خروج آب در مراسم مذهبی به کار می‌رفت. ورودی‌های این برج دارای نعل درگاهها و تمثالهای مختلفی است که داستان‌های مذهبی هندو مانند «شیوای رقصان» و پنج یوگی (هندوئیسم) را به تصویر می‌کشد. ورودی جنوبی نیز توسط یک مجسمه ماسه‌سنگی نگهبانی می‌شود.